# Berlin Zachodni

Mapa wschodniego i zachodniego Berlina, przejścia graniczne, sieci metra (mapa interaktywna)

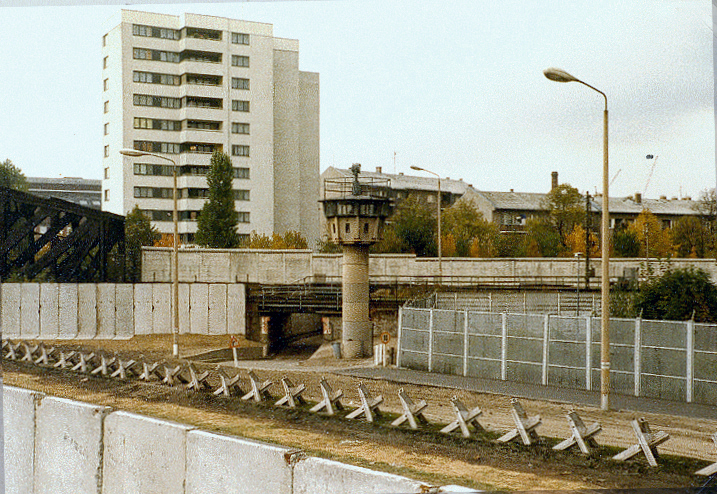
Mur Berliński z torami S-Bahn do Berlina Wschodniego, 1980

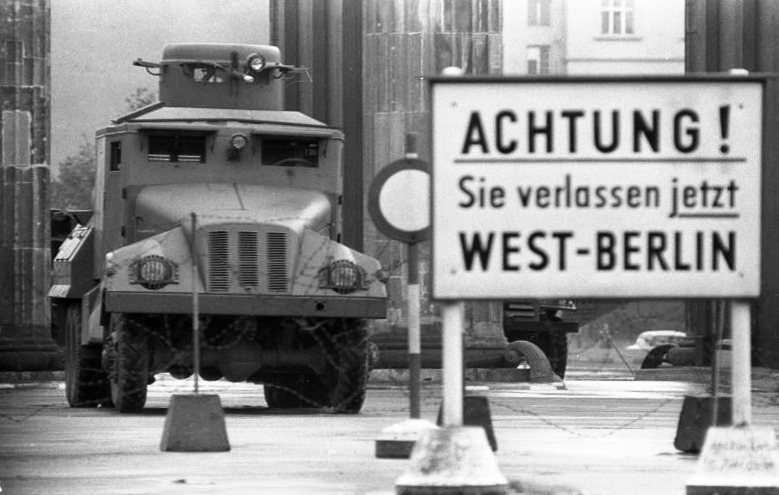
Tablica „Uwaga! Opuszczają państwo teraz Berlin Zachodni”, 1961 (podkreślenie słowa jetzt = ‘teraz’ oznacza „właśnie w tym miejscu”)

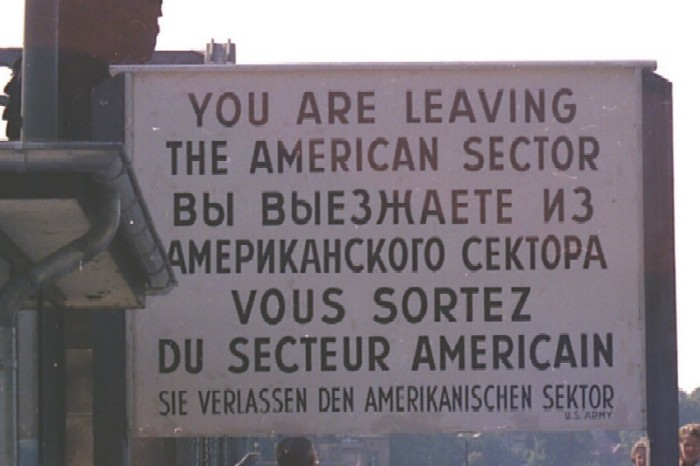
Tablica „Opuszczasz amerykański sektor”, 1985

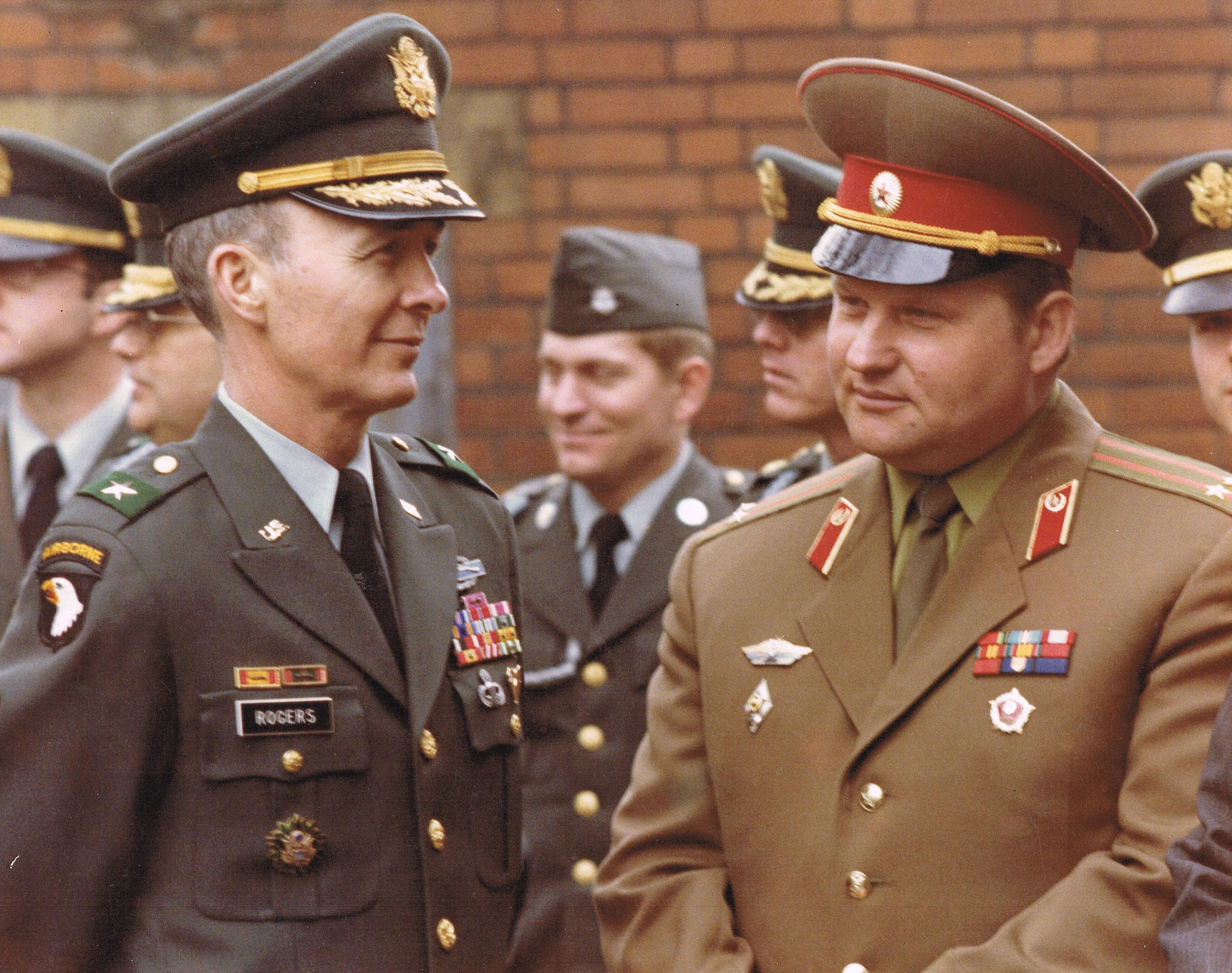
Berlin Zachodni, Spandau, kwiecień 1981. Amerykański (gen. Rogers) i radziecki (ppłk Dorofiejew) oficer podczas zmiany wart

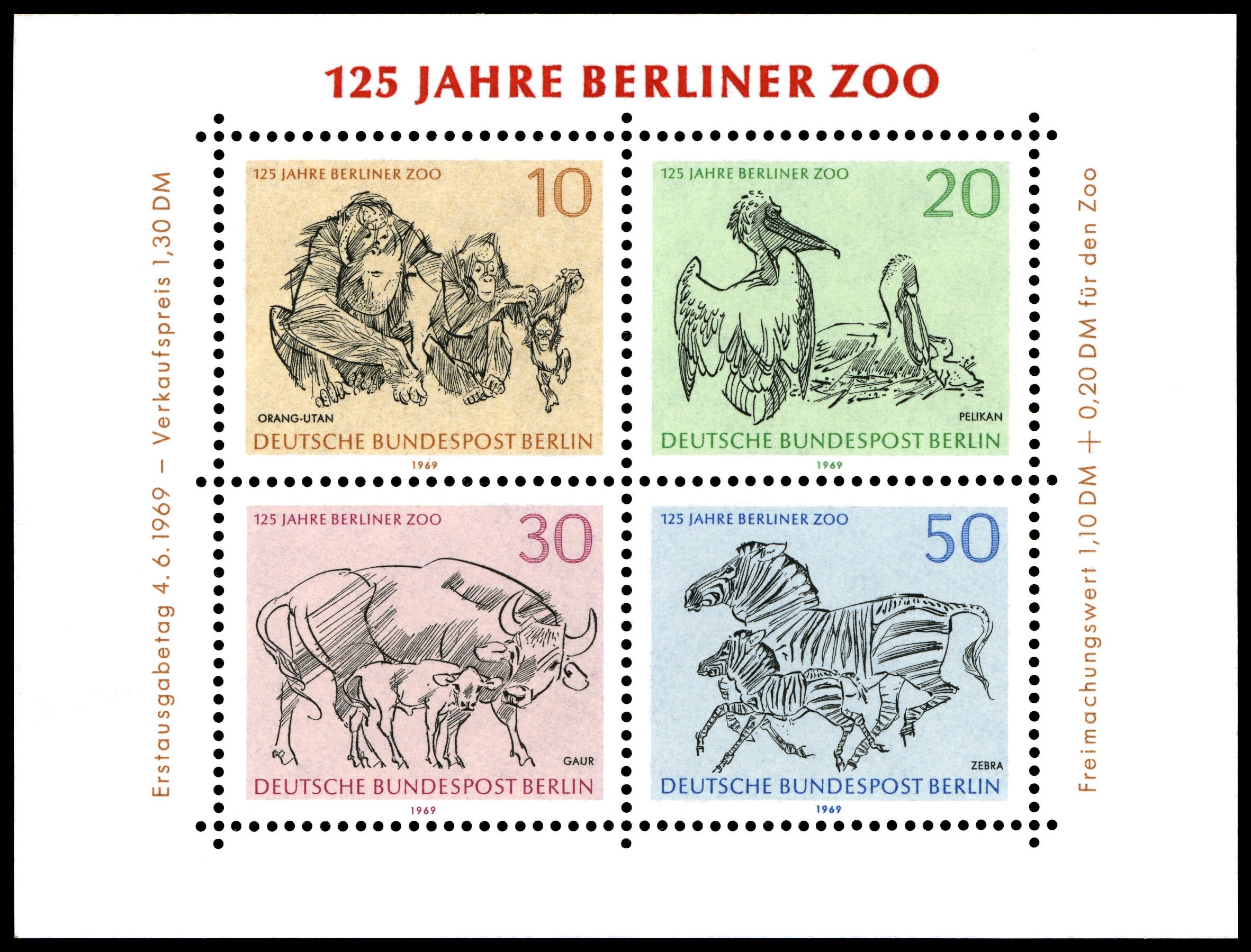
Znaczki pocztowe Zachodniego Berlina

Berlin Zachodni (niem. West-Berlin, Berlin (West), Westberlin) – zachodnia część Berlina w latach 1949–1990, na którą składały się sektory okupowane przez aliantów zachodnich, od północy: sektory francuski, brytyjski i amerykański – łącznie stanowiły one eksklawę na terytorium NRD.
Na Berlin Zachodni składały się przede wszystkim peryferyjne dzielnice południowe i zachodnie, wcielone do miasta dopiero w 1920 r. (54% powierzchni całkowitej miasta), ponadto park Tiergarten i niewielka południowa część historycznego centrum.
Jednym z architektonicznych symboli Berlina Zachodniego jest blok mieszkalny Unité d’habitation (niem. Corbusierhaus) autorstwa Le Corbusiera zbudowany w 1958 r. Budynek charakteryzuje się wyższym standardem niż bloki mieszkalne w Niemczech Wschodnich.

## Zimna wojna
W 1948 r. doszło do pierwszego poważnego konfliktu między dawnymi aliantami wokół Berlina. Okupacyjne władze radzieckie zarządziły blokadę zachodnich sektorów miasta oraz odcięły do niego dostawy energii elektrycznej. Wobec istnienia zapasów żywności jedynie na 30 dni mocarstwa zachodnie rozpoczęły tworzenie mostu powietrznego, który pozwolił im utrzymać status quo Berlina Zachodniego. Do 1961 miasto miało wspólną sieć telefoniczną i transportu miejskiego, a część mieszkańców strefy wschodniej pracowała w zachodniej części miasta.
13 sierpnia 1961 władze NRD rozpoczęły budowanie Muru Berlińskiego, który miał uniemożliwić przechodzenie obywateli na stronę zachodnią. O budowę muru zabiegał Walter Ulbricht, a ostateczną decyzję podjął I Sekretarz KPZR Nikita Chruszczow. Prezydent USA John F. Kennedy powiedział 26 czerwca 1963 Ich bin ein Berliner (pol. jestem berlińczykiem).
Pomimo tej specjalnej opieki mocarstw zachodnich w latach 60. XX wieku Berlin Zachodni był miejscem kontestacji środowisk lewicowych oraz gwałtownych protestów studenckich w latach 1967–1968.
Po podpisaniu traktatu czterech mocarstw między USA, Wielką Brytanią, Francją i ZSRR w dniu 3 września 1971, potwierdzającego status quo, nastąpiło pewne odprężenie. Traktat ten umożliwił dalsze umowy między Senatem Berlina a rządem NRD, ułatwiające ruch tranzytowy do RFN oraz pozwalające mieszkańcom zachodniej części miasta na regularne wizyty w Berlinie Wschodnim. W 1987 r. Ronald Reagan powiedział Panie Gorbaczow, niech pan zburzy ten mur. W wyniku rewolucji w NRD mur upadł 9 listopada 1989, zaś połączenie obu części miasta nastąpiło wraz ze zjednoczeniem Niemiec w 1990 r. Formalny koniec Berlina Zachodniego nastąpił 3 października 1990.

## Status prawny
Berlin Zachodni nie był postrzegany jako część RFN, lecz miał status obszaru specjalnego administrowanego przez aliantów, o statusie zbliżonym do wolnego miasta. Fakt ten szczególnie podkreślały władze NRD, co przejawiało się także w oficjalnym określaniu go jako Westberlin, podczas gdy w RFN i w samym Berlinie Zachodnim używano określeń Berlin, Berlin (West) (w Ustawie Zasadniczej RFN, zastępującej niemożliwą do wprowadzenia konstytucję podzielonego państwa, Berlin był wymieniony jako jeden z krajów związkowych, choć zaznaczono niemożność działania tej ustawy na cały Berlin – stąd zaznaczanie zachodniej części, niem. West) lub nieoficjalnie West-Berlin. Władze alianckie przyznawały jednak istnienie szczególnych powiązań z RFN. Fakt ten manifestował się m.in. w tym, iż budżet miasta w połowie pochodził z dotacji rządu federalnego.
Większą część władzy wykonawczej mocarstwa okupacyjne scedowały na Senat Miasta Berlina, który uważał się za pełnoprawną władzę całego miasta łącznie z jego wschodnimi dzielnicami. Funkcję parlamentu pełniła Izba Deputowanych. Ustawy uchwalone przez parlament zachodnioniemiecki w Bonn nie miały mocy prawnej w Berlinie Zachodnim i były samodzielnie uchwalane (zazwyczaj w identycznym brzmieniu) przez Izbę Deputowanych.
Berlińczycy nie mogli także brać udziału w wyborach do zachodnioniemieckiego Bundestagu – reprezentowało ich tam 20 delegatów bez prawa głosu, wybieranych przez Izbę Deputowanych. Przedstawiciele Berlina Zachodniego mieli natomiast prawo głosu na posiedzeniach izby wyższej zachodnioniemieckiego Bundesratu. Byli oni delegowani przez Senat (odpowiednik rządu krajowego w systemie federalnym). Ponadto na terenie Berlina Zachodniego nie istniał powszechny obowiązek obrony, w związku z czym wielu poborowych z Niemiec Zachodnich przeprowadzało się do Berlina, aby uniknąć służby wojskowej.
Szczególny status miasta był widoczny także w zakresie transportu. Przestrzeń powietrzna nad miastem zarezerwowana była dla lotnictw mocarstw okupacyjnych, dlatego też w Berlinie Zachodnim nie lądowały samoloty Lufthansy, lecz jedynie narodowych przewoźników państw okupacyjnych – Pan American World Airways, British European Airways BEA/British Airways i Air France. Zakaz dotyczył także samolotów prywatnych. Na mocy postanowienia aliantów obsługę linii kolejowych na terenie Berlina Zachodniego przejęła wschodnioniemiecka Reichsbahn. Konflikt powstały na tym tle uwidocznił się szczególnie po budowie Muru Berlińskiego – berlińczycy z zachodniej części miasta rozpoczęli bojkot zarządzanej przez NRD S-Bahn, tak iż z czasem z dziesięciu linii czynnych pozostały trzy. Władze Berlina Zachodniego w zamian silnie forsowały rozbudowę metra, które znajdowało się pod ich kontrolą. Dopiero w 1984 r. NRD zgodziła się oddać coraz mniej rentowną S-Bahn Senatowi Berlina w dzierżawę. Linie kolei dalekobieżnych, zarządzane tak jak kolej miejska przez NRD, pozostały aż do ponownego zjednoczenia niezelektryfikowane. Berlin Zachodni wydawał także własne znaczki pocztowe, uznawane jednak również przez pocztę zachodnioniemiecką.
W związku ze specyficznym statusem miasta prawnicy zachodnioniemieccy spierali się, czy Berlin Zachodni należy uznać za okupowane i niesuwerenne terytorium Rzeszy Niemieckiej.
Nadburmistrzowie Berlina Zachodniego:
1. Ernst Reuter (1950–1953),
2. Walther Schreiber (1953–1955),
3. Otto Suhr (1955–1957),
4. Willy Brandt (1957–1966),
5. Heinrich Albertz (1966–1967),
6. Klaus Schütz (1967–1977),
7. Dietrich Stobbe (1977–1981),
8. Hans-Jochen Vogel (1981),
9. Richard von Weizsäcker (1981–1984),
10. Eberhard Diepgen (1984–1989),
11. Walter Momper (1989–1990).

## Etymologia nazwy
Nazwa Berlin Zachodni stosowana była w latach 1961 a 1989. Z przyczyn geopolitycznych w języku niemieckim nie było jednolitej pisowni nazwy. Do 1961 częściej w użyciu były nazwy sektorów podzielonego miasta – sektor amerykański, sektor brytyjski i sektor francuski.
W Niemczech istniały trzy odmiany zapisu nazwy miasta: Westberlin, Berlin (West) i West-Berlin. Różnice w pisowni nasiliły się szczególnie po budowie muru berlińskiego, gdy zachodnia część miasta stała się jednostką izolowaną i nastąpiła konieczność jej oficjalnego nazwania.

### Standardy zachodnie
Komisja Senatu Berlina Zachodniego w 1960 zaleciła dla celów nieurzędowych pisanie nazwy miasta z łącznikiem, czyli West-Berlin. Dla celów urzędowych zalecano pisownię Berlin (West) i Berlin (Ost). Pisownia Berlin (West) upowszechniła się zwłaszcza w latach 80. XX w. i była używana zarówno na zachodzie, jak i na wschodzie miasta. W 1985 r. zachodnioberliński Senat wydał mapę, na której zachodnią część miasta określano jako Berlin (West).
W mowie potocznej mieszkańców Berlina Zachodniego dominowało określenie Berlin, które dotyczyło obu stron miasta. Mieszkańcy Berlina Zachodniego mogli odwiedzać wschodnią część miasta i traktowali ją jako część jednego organizmu miejskiego.

### Niemiecka Republika Demokratyczna
Oficjalną nazwą Berlina zachodniego używaną w Niemieckiej Republice Demokratycznej była selbständige politische Einheit Westberlin – samodzielna jednostka polityczna Berlin Zachodni. Na mapach wydawanych w Niemieckiej Republice Demokratycznej, na przykład w roku 1957, zachodnią część miasta określano Westberlin i definiowano jako obszar reżymów okupacyjnych Stanów Zjednoczonych, Wielkiej Brytanii i Francji. Wschodnią część Berlina opisywano jako Demokrat. Berlin. Oficjalną nazwą Berlina wschodniego była Berlin Haupstadt der DDR (Berlin stolica NRD), przyjęta już po wzniesieniu muru berlińskiego. W NRD nazwa Ostberlin była niemile widziana; użycie jej na przykład podczas matury groziło niezaliczeniem egzaminu.

## Podział administracyjny
Przed zjednoczeniem w 1990 r. Berlin Zachodni składał się z dwunastu okręgów administracyjnych (Bezirk), w odróżnieniu od okręgów administracyjnych Berlina Wschodniego (Stadtbezirk):

### Sektor amerykański
- Neukölln
- Kreuzberg
- Schöneberg
- Steglitz
- Tempelhof
- Zehlendorf

### Sektor brytyjski
- Charlottenburg
- Tiergarten
- Wilmersdorf
- Spandau

### Sektor francuski
- Reinickendorf
- Wedding

## Eksklawy na terytorium NRD
Berlin Zachodni posiadał dziesięć niewielkich eksklaw na terytorium NRD. Poprzez wymianę terytorium część z nich przeszła we władanie NRD, część uzyskała połączenie z Berlinem Zachodnim. Najbardziej znaną i jedyną stale zamieszkiwaną eksklawą było Steinstücken (około 200 mieszkańców). Miejscowość ta należała administracyjnie do amerykańskiego sektora Berlina, podczas gdy tereny wokół należały do miasta Poczdam. 18 października 1952 oddziały policji NRD Volkspolizei zajęły bezprawnie Steinstücken, wycofały się jednak cztery dni później po proteście Amerykanów. Władze NRD wprowadziły w odpowiedzi kontrole graniczne wokół Steinstücken. Po wybudowaniu Muru Berlińskiego Steinstücken przez pewien czas umożliwiało stosunkowo łatwą ucieczkę na Zachód, ponieważ otoczone było jedynie zasiekami z drutu kolczastego. Dopiero po ucieczce ponad dwudziestu pograniczników NRD miejscowość otoczono murem. Od 1961 r. Amerykanie utrzymywali w niej stały posterunek wojskowy, by podkreślić jej przynależność do amerykańskiego sektora Berlina – wymiana personelu odbywała się za pomocą śmigłowców. Dopiero po podpisaniu traktatu czterech mocarstw w 1971 r. Steinstücken uzyskało w drodze wymiany terytorium korytarz łączący je z Berlinem, otoczony po obu stronach murem.
Ponadto na terenie Berlina Zachodniego znajdowały się dwie niewielkie eksklawy należące do NRD, zlikwidowane przy okazji wymiany terytorium w 1988 r.